# 남자가 사랑할 때 (2004년 드라마)
《남자가 사랑할 때》는 2004년 9월 30일부터 2004년 11월 18일까지 방영된 SBS 드라마 스페셜이다.
이 드라마는 당초 기획 의도와는 다르게 방영중 박정아의 연기력 부족 등으로 시청자들의 질타를 받자 이야기의 중심축이 정우와 지훈의 순애보적 사랑으로 그려졌다.

## 등장 인물

### 주요 인물
- 고수 : 지훈 역
- 박정아 : 서인혜 역
- 박예진 : 서정우 역
- 배수빈 : 강석현 역

### 그 외 인물
- 하재영 : 서태천 역 - 서인혜와 서정우의 아버지
- 이보희 : 박화영 역 - 서인혜와 서정우의 어머니
- 정동환 : 강 회장 역 - 강석현의 아버지
- 김형종 : 동식 역
- 이혜미 : 배선주 역 - 배기출의 외동딸
- 김태연 : 이진 역 - 인혜의 음대 선배
- 김효선 : 향숙 역 - 정우의 단짝
- 이희도 : 배기출 역 - 배선주의 아버지
- 김지완 : 용호 역 - 동식의 꼬봉
- 김청
- 김광규
- 이성호
- 김광인
- 유정
- 양희재
- 김영진
- 동우
- 이유미
- 홍지영
- 박서연
- 김효현
- 강희선
- 박찬민
- 최효상
- 이명숙
- 은별
- 이장옥
- 김상순
- 박병훈
- 김혜정
- 강수정
- 정상훈
- 박영서
- 신동욱
- 안아영
- 양재성
- 이병준
- 염재욱
- 주부진
- 여호민
- 황보라
- 전성우
- 이승민
- 김동균
- 김형범
- 장은비
- 민경조

## 참고 사항
- 후속작 《유리화》의 제작이 늦어지면서 18부작으로 방송 예정이었으나 저조한 시청률 때문에 예정대로 16부작으로 막을 내렸고[2] SBS는 해당 작품 종영 다음 주인 2004년 11월 24일 9시 55분부터 앙코르 3부작 특집극 《홍소장의 가을》을[3] 내보냈다.